# Prometeusz skowany (obraz Thomasa Cole’a)
Prometeusz skowany (ang. Prometheus Bound) – obraz olejny namalowany przez amerykańskiego malarza angielskiego pochodzenia Thomasa Cole’a w 1847 roku, znajdujący się w zbiorach Fine Arts Museums of San Francisco.

## Opis
Thomas Cole był malarzem pejzaży, który często stosował alegorię w swoich dziełach, takich jak Kielich Tytana i Podróż życia. Historia tytana Prometeusza ściśle przynależy do gatunku malarstwa historycznego. W tragedii Prometeusz w okowach autorstwa greckiego pisarza Ajschylosa, krajobraz jest pustynny a nad Prometeuszem wznoszą się imponujące, ośnieżone góry i zimne niebo. Sama postać wtapia się w skały, co jest świadomą decyzją artysty, która dodaje element zaskoczenia dla widza, gdy w końcu postać zostaje ujrzana; zaskoczenie widza podkreśla rozpaczliwą sytuację opuszczonego przez wszystkich Prometeusza. Po dokładniejszym przyjrzeniu się obrazowi widać po lewej stronie sępa, szybującego w stronę tytana. Drapieżnik pojawia się o świcie, gdy na niebie widać planetę Jowisz („gwiazdę poranną”). Ponieważ rzymski bóg Jowisz jest odpowiednikiem greckiego boga Zeusa, antagonista Prometeusza symbolicznie nad nim czuwa.
Technicznie rzecz biorąc, oddanie światła na śniegu jest bardzo umiejętne; Cole użył czerwonej podmalówki z bielą, aby właściwie oddać widok gór. Słynny amerykański pejzażysta Frederic Edwin Church napisał w 1876 roku do syna Cole’a: „Zawsze bardzo podziwiałem niebo na tym obrazie, uważając je za najwspanialej namalowany efekt poranka, jaki kiedykolwiek widziałem”.

## Interpretacje
Nie istnieje żaden zapis, w którym Cole skomentował obraz Prometeusz skowany. Historyk sztuki Patricia Junker zauważa, że pisarze i artyści często podejmowali mit Prometeusza na przestrzeni dekad poprzedzających obraz Cole’a; zaliczają się do nich George Gordon Byron, James Gates Percival, Elizabeth Barrett Browning, James Russell Lowell, Henry David Thoreau i Henry Wadsworth Longfellow. Prometeusz w niewoli był postrzegany jako posiadający „niezłomnego ducha” i mógł „służyć jako potężna lekcja dla politycznych i społecznych reform”. Thoreau który przetłumaczył tragedię Ajschylosa, zauważył w swoim wstępie rosnące zainteresowanie Prometeuszem. Percival opublikował antyniewolniczy poemat zatytułowany Prometheus w 1843 roku, w czasie, gdy niewolnictwo i abolicjonizm były w Stanach Zjednoczonych tematami kontrowersyjnymi. Możliwe, że Cole wykorzystał niewolę Prometeusza jako komentarz na temat niewolnictwa, ponieważ widział w sztuce potencjalny wpływ moralny na społeczeństwo.